# Dermogenys palawanensis
Dermogenys palawanensis är en fiskart som beskrevs av Meisner 2001. Dermogenys palawanensis ingår i släktet Dermogenys och familjen Hemiramphidae. Inga underarter finns listade i Catalogue of Life.